# Elaphoglossum fuertesii
Elaphoglossum fuertesii är en träjonväxtart som beskrevs av Guido Georg Wilhelm Brause. Elaphoglossum fuertesii ingår i släktet Elaphoglossum och familjen Dryopteridaceae. Inga underarter finns listade.